# 玫瑰圣母堂 (威尼斯)

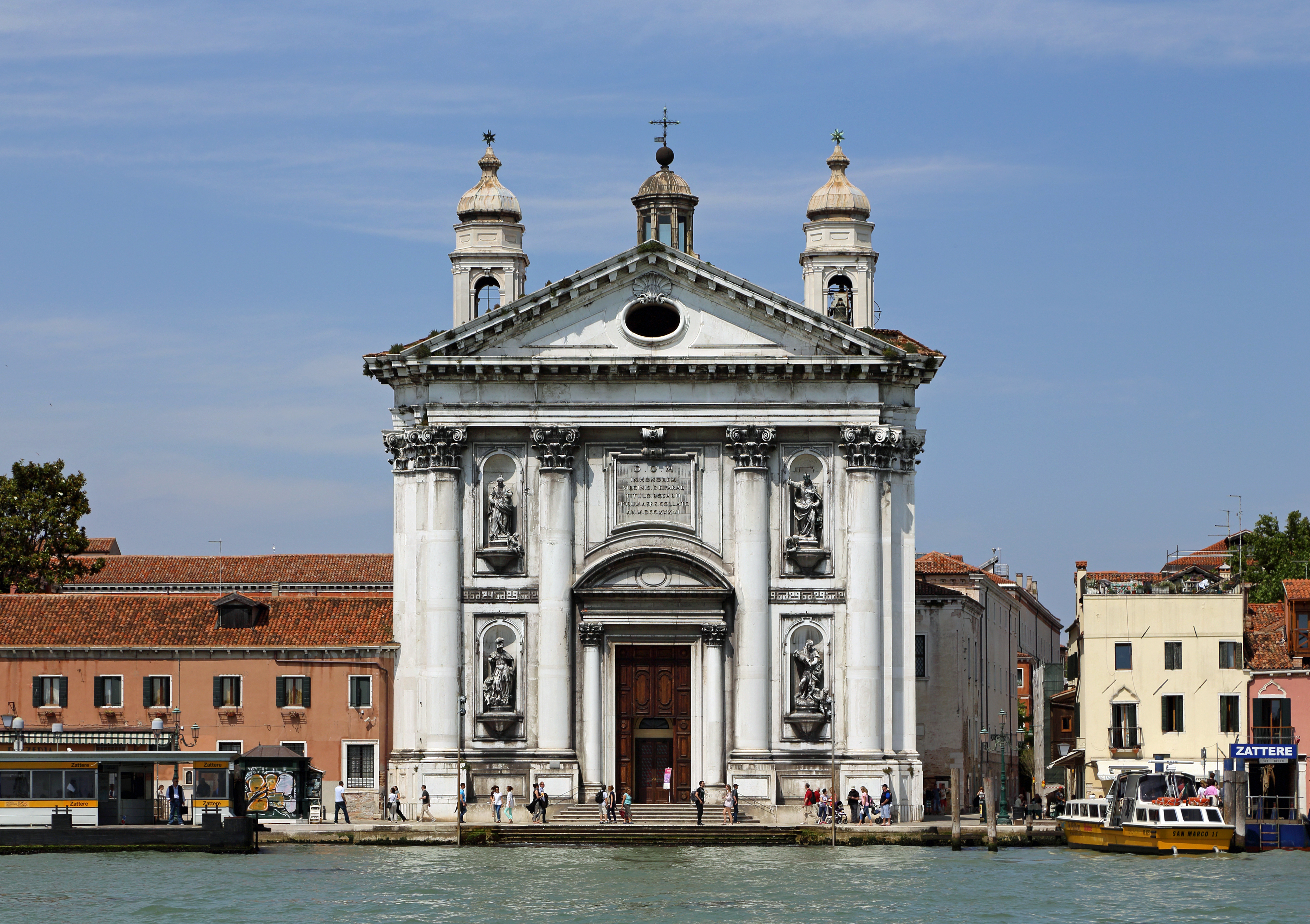
玫瑰圣母堂

玫瑰圣母堂（Santa Maria del Rosario），俗称为I Gesuati，是一座18世纪多明我会教堂，位于意大利威尼斯多尔索杜罗区，濒临朱代卡水道。这座古典风格的建筑保留了其原有的布局和华丽的洛可可 装饰。该堂及其几乎所有的雕塑和绘画都是在30年之内完成：1725年开工，1743年祝圣，1755年最后的雕塑装饰到位。